# Archispirostreptus gigas
Archispirostreptus gigas (лат.) — вид двупарноногих многоножек из отряда Spirostreptida. Достигает рекордных для многоножек размеров: до 385 мм в длину и до 21 мм в диаметре.

## Описание
Живёт в лесной подстилке, в норах животных, под камнями. Цвет тела чёрный, блестящий или матовый, некоторые части тела и ноги красновато-коричневые.
Живут 7—10 лет. Вид был впервые описан в 1855 году немецким зоологом Вильгельмом Петерсом под первоначальным названием Spirostreptus gigas Peters, 1855.

## Распространение
Тропическая и субтропическая Африка. В домашних условиях содержатся любителями во многих странах мира.

## Значение
Разводят как домашнее беспозвоночное животное. Содержат в пластиковых боксах с небольшим слоем почвы (3—5 см). Влажность около 75—80 % (регулярное опрыскивание грунта), температура 24—27 °С. Кормят нарезанными овощами и фруктами.
Можно безопасно брать в руки, но помнить, что в случае опасности гигантская многоножка образует кожные выделения, которые раздражающе действуют на глаза и слизистую оболочку ротовой полости.